# Sandro (ur. 1980)
Sandro Cardoso dos Santos (ur. 22 marca 1980) – brazylijski piłkarz występujący na pozycji napastnika.

## Kariera klubowa
Od 1998 do 2010 roku występował w klubach Portuguesa, Suwon Samsung Bluewings, JEF United Ichihara, Jeonnam Dragons, Changsha Ginde, FC Thun i Shandong Luneng Taishan.